# Zephronia lannaensis
Zephronia lannaensis — вид двопарноногих багатоніжок родини Zephroniidae. Описаний у 2021 році.

## Поширення
Ендемік Таїланду. Поширений у провінції Чіангмай на півночі країни.

## Назва
Видова назва lannaensis посилається на середньовічне королівство Ланна («королівство з мільйоном рисовими полями»), яке панувало над північним Таїландом з 13 по 18 століття.